# Myiodynastes
Genre
Myiodynastes est un genre d'oiseaux de la famille des Tyrannidae.

## Liste des espèces
Selon la classification de référence du Congrès ornithologique international (version 9.1, 2019) :
- Myiodynastes hemichrysus (Cabanis, 1861) - Tyran à ventre d'or
- Myiodynastes chrysocephalus (Tschudi, 1844) - Tyran à casque d'or
  - Myiodynastes chrysocephalus minor Taczanowski & von Berlepsch, 1885
  - Myiodynastes chrysocephalus cinerascens Todd, 1912
  - Myiodynastes chrysocephalus chrysocephalus (Tschudi, 1844)
- Myiodynastes bairdii (Gambel, 1847) - Tyran de Baird
- Myiodynastes luteiventris Sclater, PL, 1859 - Tyran tigré
- Myiodynastes maculatus (Statius Müller, PL, 1776) - Tyran audacieux
  - Myiodynastes maculatus insolens Ridgway, 1887
  - Myiodynastes maculatus difficilis Zimmer, JT, 1937
  - Myiodynastes maculatus nobilis Sclater, PL, 1859
  - Myiodynastes maculatus chapmani Zimmer, JT, 1937
  - Myiodynastes maculatus maculatus (Statius Müller, PL, 1776)
  - Myiodynastes maculatus tobagensis Zimmer, JT, 1937
  - Myiodynastes maculatus solitarius (Vieillot, 1819)